# Ischnocolus fuscostriatus
Ischnocolus fuscostriatus é uma espécie de aranha pertencente à família Theraphosidae (tarântulas).